# Riebeek-Oos
Riebeek-Oos is een plaats in de Zuid-Afrikaanse provincie Oost-Kaap.
Riebeek-Oos telt ongeveer 750 inwoners.

## Subplaatsen

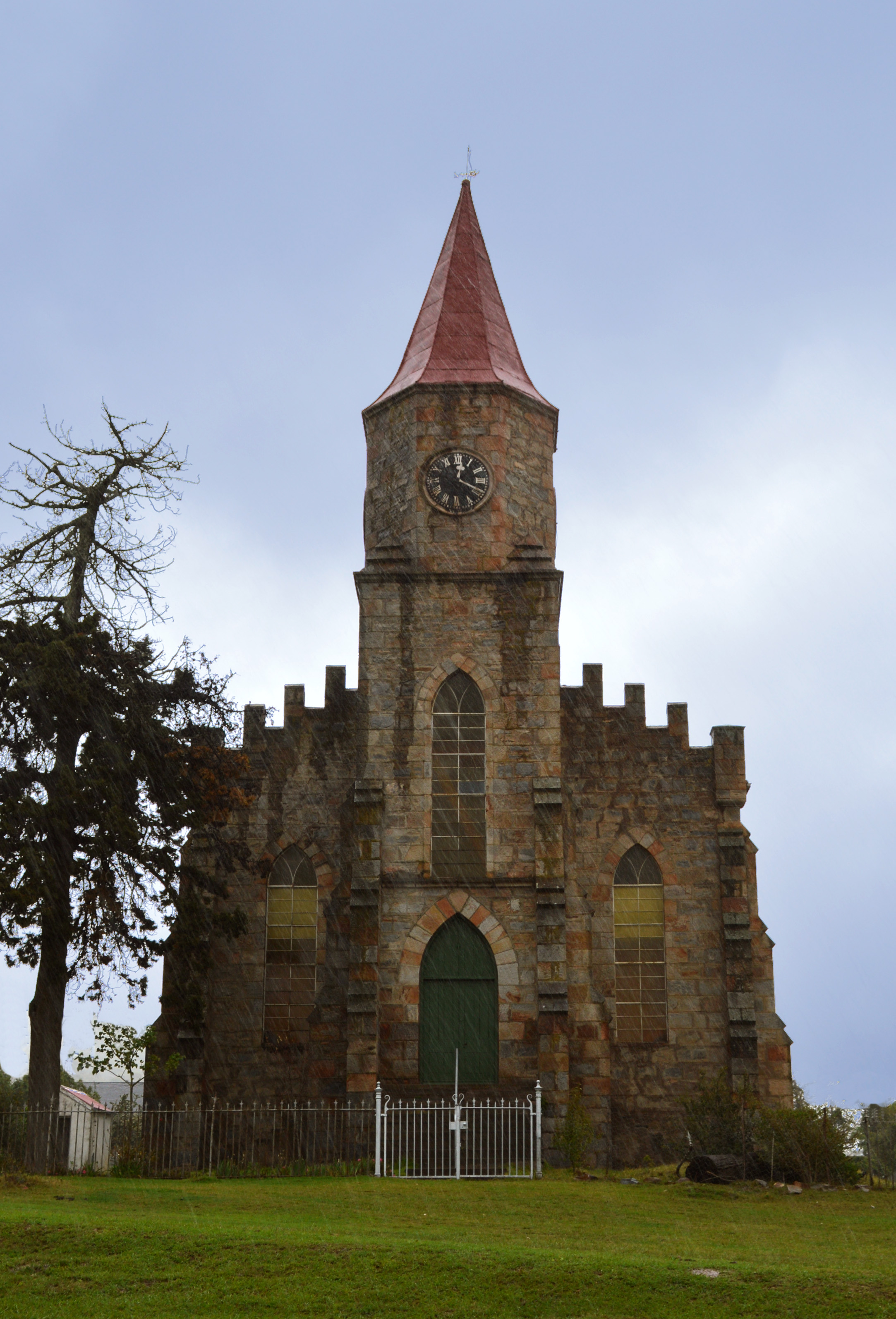
NG kerk in Riebeek-Oos.

Het nationaal instituut voor de statistiek, Stats SA, deelt sinds de census 2011 deze hoofdplaats in in 2 zogenaamde subplaatsen (sub place):
Kwanomzamo • Riebeeck East SP.